# Kajakarstwo na Letnich Igrzyskach Olimpijskich 1984 – K-2 1000 m mężczyzn
Zawody kajakarskie w konkurencji K-2 mężczyzn na dystansie 1000 metrów rozegrane w ramach Igrzysk Olimpijskich 1984 w Los Angeles na jeziorze Casitas w hrastwie Ventura w okesie od 7 do 11 sierpnia. W zawodach wzięło udział 34 zawodników z 17 krajów.
Złoty medal wywalczyła kanadyjska osada w składzie Hugh Fisher i Alwyn Morris, osiągając w finale czas 3:24,22. Srebrny medal zdobyła osada francuska, a brąz osada australijska.

## Terminarz
| Data             | Runda      |
| ---------------- | ---------- |
| 7 sierpnia 1984  | Eliminacje |
| 7 sierpnia 1984  | Repasaże   |
| 9 sierpnia 1984  | Półfinały  |
| 11 sierpnia 1984 | Finał      |

## Wyniki

### Eliminacje
Trzy najlepsze osady z każdego biegu awansowały do półfinałów, pozostałe awansowały do repasaży.
Bieg 1.
| Pozycja | Zawodnicy                        | Państwo           | Czas    | Uwagi |
| ------- | -------------------------------- | ----------------- | ------- | ----- |
| 1.      | Hugh Fisher Alwyn Morris         | Kanada            | 3:29,21 | SF    |
| 2.      | Terry Kent Terry White           | Stany Zjednoczone | 3:30,87 | SF    |
| 3.      | Werner Bachmayer Wolfgang Hartl  | Austria           | 3:31,58 | SF    |
| 4.      | Bernard Brégeon Patrick Lefoulon | Francja           | 3:31,60 | RE    |
| 5.      | Harald Amundsen Einar Rasmussen  | Norwegia          | 3:44,60 | RE    |
| 6.      | Chu Zhengyong Peng Bo            | Chiny             | 3:52,98 | RE    |

Bieg 2.
| Pozycja | Zawodnicy                             | Państwo   | Czas    | Uwagi |
| ------- | ------------------------------------- | --------- | ------- | ----- |
| 1.      | Matthias Seack Oliver Seack           | RFN       | 3:28,30 | SF    |
| 2.      | Barry Kelly Grant Kenny               | Australia | 3:28,73 | SF    |
| 3.      | Daniele Scarpa Francesco Uberti       | Włochy    | 3:28,82 | SF    |
| 4.      | Herminio Menéndez Guillermo del Riego | Hiszpania | 3:30,93 | RE    |
| 5.      | Alexandru Dulău Ion Geantă            | Rumunia   | 3:35,25 | RE    |
| 6.      | Kazumori Koike Hisao Yanagisawa       | Japonia   | 3:49,63 | RE    |

Bieg 3.
| Pozycja | Zawodnicy                         | Państwo         | Czas    | Uwagi |
| ------- | --------------------------------- | --------------- | ------- | ----- |
| 1.      | Bengt Andersson Karl Sundqvist    | Szwecja         | 3:31,72 | SF    |
| 2.      | Gert Jan Lebbink Ronaldus Stevens | Holandia        | 3:34,04 | SF    |
| 3.      | Christopher Canham Jan Raciborski | Wielka Brytania | 3:35,93 | SF    |
| 4.      | Robert Jenkinson Edwin Richards   | Nowa Zelandia   | 3:37,69 | RE    |
| 5.      | Patrick De Bucke Patrick Hanssens | Belgia          | 3:37,92 | RE    |

### Repasaże
Trzy najlepsze osady z każdego biegu awansowały do półfinałów.
Bieg 1.
| Pozycja | Zawodnicy                         | Państwo | Czas    | Uwagi |
| ------- | --------------------------------- | ------- | ------- | ----- |
| 1.      | Bernard Brégeon Patrick Lefoulon  | Francja | 3:40,88 | SF    |
| 2.      | Alexandru Dulău Ion Geantă        | Rumunia | 3:41,03 | SF    |
| 3.      | Patrick De Bucke Patrick Hanssens | Belgia  | 3:52,20 | SF    |
| 4.      | Chu Zhengyong Peng Bo             | Chiny   | 3:53,22 |       |

Bieg 2.
| Pozycja | Zawodnicy                             | Państwo       | Czas    | Uwagi |
| ------- | ------------------------------------- | ------------- | ------- | ----- |
| 1.      | Herminio Menéndez Guillermo del Riego | Hiszpania     | 3:41,20 | SF    |
| 2.      | Harald Amundsen Einar Rasmussen       | Norwegia      | 3:43,61 | SF    |
| 3.      | Robert Jenkinson Edwin Richards       | Nowa Zelandia | 3:45,97 | SF    |
| 4.      | Kazumori Koike Hisao Yanagisawa       | Japonia       | 4:00,02 |       |

### Półfinały
Trzy najlepsze osady z każdego biegu awansowały do finału.
Bieg 1.
| Pozycja | Zawodnicy                         | Państwo         | Czas    | Uwagi |
| ------- | --------------------------------- | --------------- | ------- | ----- |
| 1.      | Hugh Fisher Alwyn Morris          | Kanada          | 3:29,09 | F     |
| 2.      | Barry Kelly Grant Kenny           | Australia       | 3:30,24 | F     |
| 3.      | Bernard Brégeon Patrick Lefoulon  | Francja         | 3:32,35 | F     |
| 4.      | Christopher Canham Jan Raciborski | Wielka Brytania | 3:35,77 |       |
| 5.      | Robert Jenkinson Edwin Richards   | Nowa Zelandia   | 3:38,80 |       |

Bieg 2.
| Pozycja | Zawodnicy                             | Państwo   | Czas    | Uwagi |
| ------- | ------------------------------------- | --------- | ------- | ----- |
| 1.      | Herminio Menéndez Guillermo del Riego | Hiszpania | 3:29,98 | F     |
| 2.      | Matthias Seack Oliver Seack           | RFN       | 3:30,18 | F     |
| 3.      | Patrick De Bucke Patrick Hanssens     | Belgia    | 3:31,00 | F     |
| 4.      | Werner Bachmayer Wolfgang Hartl       | Austria   | 3:31,60 |       |
| 5.      | Gert Jan Lebbink Ronaldus Stevens     | Holandia  | 3:36,36 |       |

Bieg 3.
| Pozycja | Zawodnicy                       | Państwo           | Czas    | Uwagi |
| ------- | ------------------------------- | ----------------- | ------- | ----- |
| 1.      | Daniele Scarpa Francesco Uberti | Włochy            | 3:28,25 | F     |
| 2.      | Bengt Andersson Karl Sundqvist  | Szwecja           | 3:29,80 | F     |
| 3.      | Terry Kent Terry White          | Stany Zjednoczone | 3:29,81 | F     |
| 4.      | Alexandru Dulău Ion Geantă      | Rumunia           | 3:29,99 |       |
| 5.      | Harald Amundsen Einar Rasmussen | Norwegia          | 3:34,77 |       |

### Finał
| Pozycja | Zawodnicy                             | Państwo           | Czas    | Uwagi |
| ------- | ------------------------------------- | ----------------- | ------- | ----- |
| 01 !    | Hugh Fisher Alwyn Morris              | Kanada            | 3:24,22 |       |
| 02 !    | Bernard Brégeon Patrick Lefoulon      | Francja           | 3:25,97 |       |
| 03 !    | Barry Kelly Grant Kenny               | Australia         | 3:26,80 |       |
| 4.      | Terry Kent Terry White                | Stany Zjednoczone | 3:27,01 |       |
| 5.      | Matthias Seack Oliver Seack           | RFN               | 3:27,28 |       |
| 6.      | Daniele Scarpa Francesco Uberti       | Włochy            | 3:27,46 |       |
| 7.      | Herminio Menéndez Guillermo del Riego | Hiszpania         | 3:27,53 |       |
| 8.      | Bengt Andersson Karl Sundqvist        | Szwecja           | 3:29,39 |       |
| 9.      | Patrick De Bucke Patrick Hanssens     | Belgia            | 3:32.92 |       |